# Prokletý maturiťák
Prokletý maturiťák (v anglickém originále Prom nights from hell) je soubor pěti hororových povídek od pěti rozdílných autorek – Meg Cabotové, Stephanie Meyerové, Michele Jaffe, Kim Harrison a Lauren Myracle. Každý příběh má společné fantasy prvky a týká se maturitního plesu. V knize se můžete těšit na anděly, démony, upíry a další nadpřirozené bytosti.